# کلیسای سارگیس مقدس، شاوارشاوان
کلیسای سارگیس مقدس، شاوارشاوان (ارمنی: Սուրբ Սարգիս եկեղեցի (Շավարշավան)؛ انگلیسی: Shavarshavan) یک کلیسا متعلق به کلیسای حواری ارمنی واقع در شهر [[]]، [[]] جمهوری آذربایجان می‌باشد. ساخت و ساز این ساختمان در سال میلادی؛ به پایان رسید. این بنا به سبک معماری ارمنی طراحی شده‌است.